# St.-Markus-Kirche (Basel)

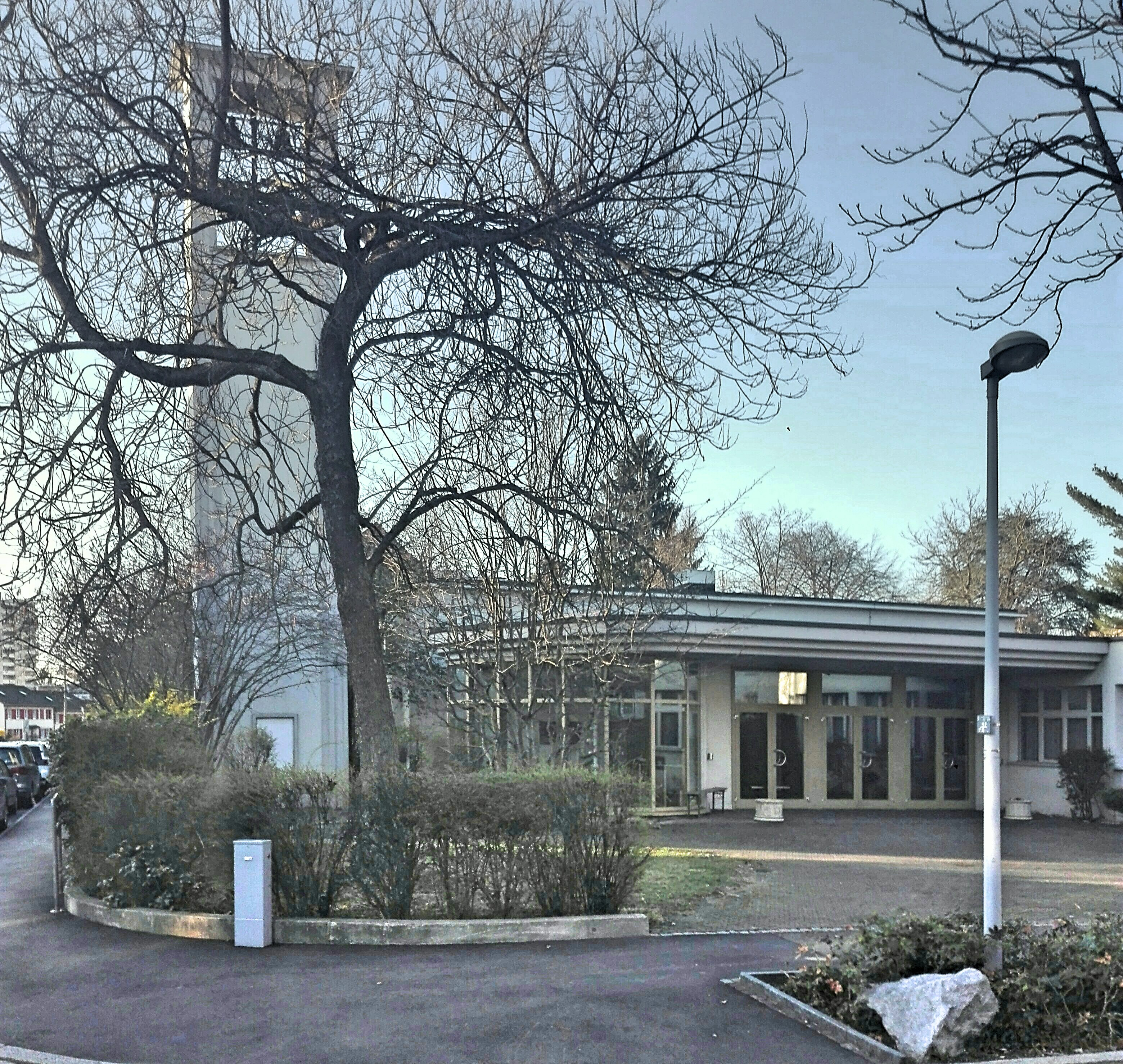
St.-Markus-Kirche im Hirzbrunnenquatier von Basel

Die St.-Markus-Kirche ist eine evangelisch-reformierte Kirche in Basel im Stadtteil Hirzbrunnen.

## Geschichte
Noch um 1860 galt das heutige Hirzbrunnen-Quartier als Erholungsraum für die Stadt Basel. Ab 1924 erfolgte sukzessiv die systematische Bebauung des Areals für Wohnzwecke. In diesem Zusammenhang wurde 1932 auch der reformierte Kirchenbau an der Kleinriehenstrasse eingeweiht und nach dem Evangelisten Markus benannt. In den 1950er Jahren wurde das Gebäude durch den Architekten Peter Sarasin ein erstes Mal durch angefügte Nebenräume erweitert und mit einem freistehenden Pfarrhaus ergänzt. Damals entstand auch der ebenfalls freistehende Glockenturm mit dem Turmhahn von Celestino Piatti. Aber Piattis Engagement ging noch weiter. schuf er doch für die Markusgemeinde ein neues Logo. Sein geflügelter Löwe, ein Symbol für den Kirchenpatron und Evangelisten Markus, wurde fortan für offizielle Urkunden verwendet. Das Bedürfnis nach weiteren Räumlichkeiten und der Ruf nach einem Quartiertreffpunkt führten in den 1980er Jahren zu weiteren Um- und Ausbauten. Es entstand in Kombination mit dem Gotteshaus ein Gemeindehaus mit zwei Sälen und einer Küche.
Im Jahr 2018 beschloss die Evangelisch-reformierte Kirche Basel-Stadt, die Kirche durch einen Wohnungsneubau zu ersetzen und die Gemeinde mit der nahen katholischen St.-Michaels-Kirche zu einem kirchlichen Zentrum zusammenzuführen. Anfang Dezember 2020 wurden zunächst die Glocken und der Turmhahns abmontiert. Drei Glocken wurden nach der Restaurierung in Aarau am 1. Juni 2021 in der neuen Kirche von Bettingen aufgezogen, zusammen mit dem Turmhahn. Die vierte und kleinste Glocke soll im Hirzbrunnenquartier verbleiben. Für eine gewisse Zeit soll die Markuskirche noch als Ersatzstandort während des Umbaus des Allmendhauses dienen. 2022 soll die Markuskirche endgültig abgebrochen werden und Wohnbauten Platz machen.